# Burmannia gracilis
Burmannia gracilis är en enhjärtbladig växtart som beskrevs av Henry Nicholas Ridley. Burmannia gracilis ingår i släktet Burmannia och familjen Burmanniaceae. Inga underarter finns listade i Catalogue of Life.